# پردیکاس

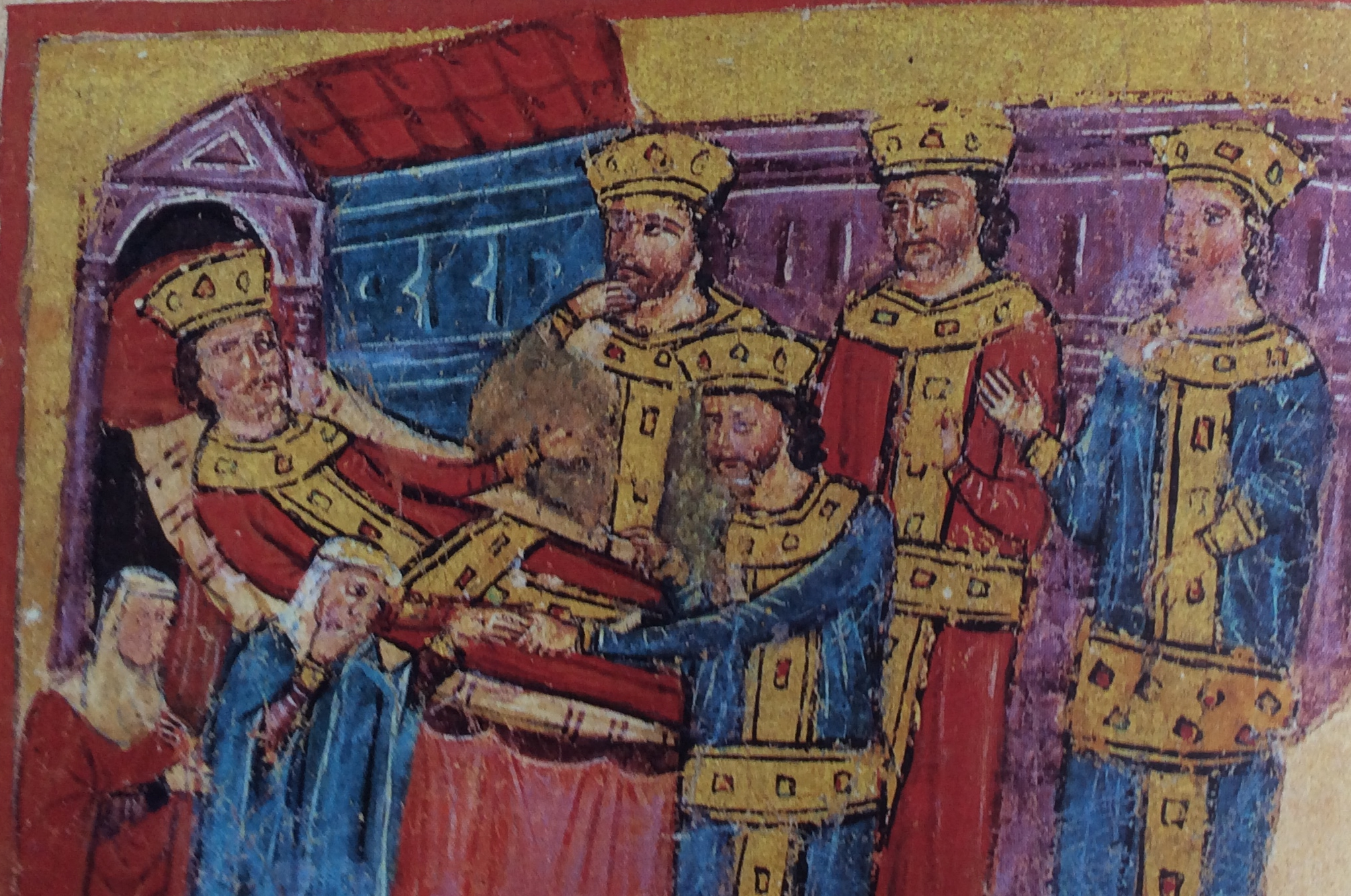
مرگ اسکندر در تختش, نقاشی در کدکس ۵ انستیتوی هلنی (داستان اسکندر). شخصی که در وسط قرار دارد پردیکاس است, که در حال گرفتن وصیت نامه اسکندر است.

پردیکاس (به یونانی: Περδίκκας، Perdikkas؛ درگذشتهٔ ۳۲۰ یا ۳۲۱ پیش از میلاد) یکی از سرداران اسکندر مقدونی بود. پس از مرگ اسکندر در ۳۲۳ پیش از میلاد او نیابت سلطنت بر تمامی امپراتوری اسکندر را عهده‌دار شد.
پدر او بر اساس گفته آریان یک اشراف زاده ی مقدونی به نام اورونتس بود.